# Xavier Puigbí
Xavier Puigbí Martos  (Vich, Barcelona,  23 de mayo de 1987) es un jugador español de hockey sobre patines, internacional absoluto con la Selección nacional, que ocupa la demarcación de portero. 